# Nora Verde
Antonela Marušić (Dubrovnik, 1974.) književnica je koja literarne radove objavljuje pod pseudonimom Nora Verde. Osim samostalno njena proza i poezija objavljivana je i u brojnim zbornicima i antologijama. Djeluje i kao novinarka, urednica i kritičarka, te aktivistkinja. Jedna je od pokretačica feminističkog portala Vox Feminae, te je bila i članica uredništva istog. 

## Biografija
Antonela Marušić rođena je 1974. godine u Dubrovniku.  
Završila je studij hrvatskog jezika i književnosti u Zadru. Književnom praksom počinje se baviti kao studentica kada objavljuje prvu knjigu poezije, "Sezona bjegova" (Narodno sveučilište, Split, 1994.) Pjesme su joj objavljene u pjesničkom zborniku "Oblaci" (Matica hrvatska, Zadar, 1998.) zadarskog Studentskog književnog kluba. Od 2010. književne radove piše i objavljuje pod literarnim imenom Nora Verde.
"U posljednjih šest-sedam godina stekla sam određeni krug čitatelja kojemu autorica Nora Verde nešto znači, nisam sigurna da bi bilo produktivno sada u tu priču uvoditi moje građansko ime. Kako će biti u budućnosti, još ćemo vidjeti."

## Profesionalni rad
Autorica je proznih knjiga "Posudi mi smajl" (Meandar, 2010.) i "Do isteka zaliha" (Sandorf, 2013.).
Priče su joj objavljene u zborniku "Pristojan život (lezbejske kratke priče s prostora Ex Yu)", (Labris 2012.) i knjizi kratkih priča "Zagreb Noir" (Durieux, 2014.) koja je u prijevodu na engleski jezik objavljena u studenom 2015. godine u američkoj nezavisnoj kući Akashic Books. Prevođena na slovenski, engleski, njemački, makedonski i albanski jezik. 
Članica je Hrvatskog društva pisaca i Hrvatske zajednice samostalnih umjetnika.
Surađuje s nizom hrvatskih i regionalnih medija i portala koji se bave nezavisnom kulturom, medijima, književnošću, glazbom i ljudskim pravima.

## Djela
- Sezona bjegova (1994.) poezija
- Posudi mi smajl (2010.)
- Do isteka zaliha (2013.)
- O ljubavi, batinama i revoluciji (2016.)
- Moja dota (2021.) roman

## Vanjske poveznice
- HDP: Antonela Marušić  Arhivirana inačica izvorne stranice od 13. svibnja 2021. (Wayback Machine)
- VoxFeminae: Antonela Marušić